# Горецкий, Антоний
Анто́ний Горе́цкий (пол. Antoni Gorecki; 1787, Вильно — 18 сентября 1861, Париж) — польский поэт, сатирик, баснописец, участник восстания 1830 года и наполеоновских войн; отец живописца Фаддея Горецкого.

## Биография
Учился в Виленском университете (1802—1805, по другим сведениям до 1806 года). По окончании курса перебрался в Варшавское герцогство и вступил в польское войско. В 1809—1812 годах принимал участие в наполеоновских кампаниях, в том числе и в Русской кампании.
В 1815—1818 годах много путешествовал (Германия, Франция, Австрия, Италия), после чего обосновался в Литве. Был членом общества шубравцев, публиковал свои сочинения в виленских периодических изданиях „Dziennik Wileński“, „Wiadomości Brukowe“, варшавских изданиях.
Принял участие в восстании 1830—1831 годов.
После поражения восстания с 1834 года жил в эмиграции в Париже. Стал близким другом Адама Мицкевича; некоторое время принадлежал к кругу почитателей Анджея Товяньского, затем его врагом.
Умер в Париже и похоронен на кладбище  в Монморанси.

## Сочинения
- Duma о generale Grabowskim poległym pod Smolénskiem (Варшава, 1814)
- Krakowiaki ofiarowane Polkom (1816, музыка Мирецкого)
- Poezyje Litwina (Париж, 1834) — лучшее из его произведений
- Bajki i роеzyje nowe (Париж, 1839)
- Kłosek polski (Париж, 1843)
- Siewba (1857)
- Nowy zbiorek wierszy (1858)
- Jeszcze tomik pism (1859)
- Wiersze różne (1860)